# Groupe de Minsk
Pour les articles homonymes, voir Minsk (homonymie) et Traité de Minsk (homonymie).
Le groupe de Minsk est une assemblée composée de nations européennes et des États-Unis, créée en 1992 par la Conférence sur la sécurité et la coopération en Europe (CSCE) — devenue ensuite l’Organisation pour la sécurité et la coopération en Europe (OSCE) — dans le but encourager la recherche d'une résolution pacifique et négociée entre l'Arménie et l'Azerbaïdjan, lors du conflit les opposant dans le Haut-Karabagh, enclave ethnique arménienne du Sud-Ouest de l'Azerbaïdjan.

## Formation du groupe et mode de fonctionnement
Le 24 mars 1992, lors de sa réunion additionnelle à Helsinki, le Conseil de la CSCE charge le président de l'organisation d'arranger dès que possible une conférence sur le Haut-Karabagh sous les auspices de la CSCE, pouvant servir de lieu de négociation en vue de parvenir à un règlement pacifique de la crise dans la région sur la base des principes, engagements et règles de la CSCE. Cette conférence doit se tenir à Minsk, en Biélorussie. Bien que cette conférence n'ait pas encore eu lieu, le groupe de Minsk supervise les efforts de l'OSCE visant à trouver une solution politique au conflit.
En mai 1994, et à la suite de la crise du Haut-Karabagh, le groupe de Minsk est médiateur pour signer un traité à Minsk (Biélorussie), qui organise un cessez-le-feu et la paix dans la guerre au Haut-Karabagh.
Le 6 décembre 1994, le sommet de Budapest décide d'établir une coprésidence chargée de guider le processus. Sur cette base, le président donne un mandat aux coprésidents le 23 mars 1995. Ses principaux objectifs sont les suivants :
- fournir un cadre approprié à la résolution du conflit en assurant le processus de négociation soutenu par le groupe ;
- obtenir des parties la conclusion d'un accord de cessation des hostilités afin de permettre la convocation de la conférence ;
- promouvoir le processus de paix par le déploiement d'une force de maintien de la paix internationale sous les auspices de l'OSCE.

Le groupe de Minsk est alors co-présidé par les États-Unis, la France et la Russie. Les coprésidents sont les ambassadeurs Robert Bradtke (États-Unis), Pierre Andrieu (France), et Igor Popov (Russie). Le groupe inclut également l'Allemagne, la Biélorussie, la Finlande, l'Italie, les Pays-Bas, le Portugal, la Suède, la Turquie, ainsi que l'Arménie et l'Azerbaïdjan. La conférence réunit ces mêmes États et est présidée par les coprésidents du groupe.
En 2016, les coprésidents du groupe de Minsk sont l’ambassadeur Stéphane Visconti (France), l’ambassadeur Igor Popov (fédération de Russie) et l’ambassadeur Andrew Schofer (États-Unis),.
Le 03 novembre 2021, la France nomme Brice Roquefeuil ambassadeur pour le partenariat oriental de l’Union européenne et de la mer Noire, coprésident du Groupe de Minsk.
Les mêmes États membres participent à la conférence de Minsk sur le Haut-Karabagh. La conférence est dirigée par les coprésidents de la conférence de Minsk.

## Activités
Au début de 2001, des représentants de l’Arménie, de l’Azerbaïdjan, de la France, de la Russie et des États-Unis se réunissent à Paris et à Key West en Floride. Le document de Key West affirme l’autodétermination de la population du Haut-Karabagh. Les entretiens à Key West sont toutefois en grande partie tenus secrets et n'ont pas été suivis d'actes concrets,.
Le 7 octobre 2002, lors du sommet de la CEI à Chișinău, les délégations arménienne et azerbaïdjanaise discutent de l’utilité du groupe de Minsk pour les négociations de paix. Selon elles, la médiation de l'OSCE, qui a duré dix ans, n'a pas un bilan d’efficacité suffisant.
En novembre 2007, afin de sortir de l’impasse les trois pays coprésidents du groupe de Minsk présentent à Madrid une série de six points fondamentaux sur lesquelles se baser pour les négociations de paix. Ces six points sont connus sont le nom de principes de Madrid, et sont acceptés par les belligérants. Ils sont mis à jour en 2009 lors du sommet du G8 à l’Aquila, en Italie.
Le 19 décembre 2015, les présidents arménien Serge Sarkissian et azerbaïdjanais Ilham Aliyev participent à un sommet à Berne, en Suisse, sous les auspices des coprésidents du groupe. Les présidents soutiennent les travaux en cours visant à réduire le risque de violence et confirment leur volonté de s'engager à un règlement pacifique du conflit.
Le 19 mars 2016, lors d'un discours officiel, le président azerbaidjanais Ilham Aliyev dénonce l'absence d'avancée et remet en cause le format des négociations telles que menées par le groupe de Minsk.
Le dernier sommet entre les présidents Ilham Aliyev et Serge Sarkissian a lieu le 16 octobre 2017, organisé par le groupe de Minsk à Genève, en Suisse. Les présidents ont annoncé prendre les mesures appropriées pour renforcer le processus de négociation et réduire les tensions sur la ligne de contact,.
Le 12 janvier 2022, Rahman Mustafayev, ambassadeur de l'Azerbaïdjan en France, réfute la légitimité du groupe de Minsk et estime le conflit du Haut-Karabagh comme ayant été résolu par la guerre de 2020.

## Composition simplifiée du groupe
Le groupe comprend les pays suivants :

### Coprésidents
- États-Unis
- France
- Russie

### Parties au conflit
- Arménie
- Azerbaïdjan

### Autres membres
- Allemagne
- Biélorussie
- Suède
- Italie
- Pays-Bas
- Portugal
- Turquie
- Finlande

## Candidats possibles à la coprésidence
En 2015, Azay Kouliyev, un membre du parlement azerbaïdjanais, a proposé l'inclusion de la Turquie et de l'Allemagne à l'institut de coprésidence. Cependant, selon Matthew Bryza, ancien ambassadeur des États-Unis en Azerbaïdjan, l'UE aurait plus de sens car elle représenterait davantage l'Europe et a de l'expérience dans la médiation de conflits similaires dans les Balkans.
L'expert azerbaïdjanais des affaires étrangères Rousif Housseïnov a proposé le Kazakhstan comme coprésident supplémentaire du Groupe de Minsk. Selon lui, le Kazakhstan, qui est devenu un grand acteur de l'espace post-soviétique, a une population titulaire qui est culturellement similaire aux Azerbaïdjanais, mais est membre de plusieurs organisations dirigées par le Kremlin avec l'Arménie. Par conséquent, le Kazakhstan pourrait être tout aussi proche ou éloigné de l'un ou l'autre des belligérants. L'expérience antérieure du Kazakhstan dans le conflit du Haut-Karabakh en fait également un bon candidat pour le processus de médiation.

## Sources
- (en) Cet article est partiellement ou en totalité issu de l’article de Wikipédia en anglais intitulé « OSCE Minsk Group » (voir la liste des auteurs).
- (en) OSCE: Minsk Process
- (en) U.S. Department of State — OSCE Mission Survey: Minsk Process